# Kullrig frölöpare
Kullrig frölöpare (Harpalus serripes) är en skalbaggsart som först beskrevs av Conrad Quensel 1806.  Kullrig frölöpare ingår i släktet Harpalus, och familjen jordlöpare. Arten är reproducerande i Sverige.